# Abby Erceg
Abby Erceg (* 20. November 1989 in Whangārei, Neuseeland) ist eine neuseeländische Fußballspielerin, war vom 13. Februar 2014 bis 25. November 2018 Rekordnationalspielerin ihres Landes und von 2013 bis 2017 Spielführerin der A-Nationalmannschaft.

## Leben
Erceg wurde in der Stadt Whangārei im Nordosten Neuseelands geboren und gehört dem indigenen Volk Neuseelands, den Māori, an.

## Karriere

### Vereine
Erceg begann als Spielerin bei Three Kings United in Three Kings, Auckland. Sie wechselte im September 2009 zu Espanyol Barcelona und kam zu 11 Einsätzen. Nach einem Jahr in Neuseeland für Fencibles United, wechselte sie 2011 zum W-League Club Adelaide United. Dort stieg sie in der Saison 2012 zur Mannschaftskapitänin auf, bevor sie am 24. August 2013 für den FF USV Jena unterschrieb. Dort ist sie neben Ria Percival und Amber Hearn, die dritte Neuseeländerin im Kader. Im Mai 2014 verlängerte Erceg ihren Vertrag in Jena um zwei Jahre und verkündete zugleich ihren bevorstehenden Wechsel in die USA, wo sie ab Juni für drei Monate auf Leihbasis für die Chicago Red Stars auflief. Am 4. Juni 2014 gab sie ihr Debüt für die Red Stars in der National Women’s Soccer League gegen Washington Spirit über die vollen 90 Minuten und kehrte am Saisonende nach zehn weiteren Spielen für Chicago zunächst wieder nach Jena zurück. Am 17. Dezember 2014 löste sie ihren bis zum 30. Juni 2016 laufenden Vertrag in Jena auf und kehrte zu den Chicago Red Stars zurück. Nach einer Leihe zum japanischen Erstligisten AS Elfen Saitama im zweiten Halbjahr 2015 wechselte Erceg vor der Saison 2016 zur Franchise der Western New York Flash. Nach einem vierten Platz in der Punktspielrunde erreichte sie mit ihrer Mannschaft das Playoff-Finale, in dem sie sich gegen Washington Spirit im Elfmeterschießen durchsetzten. Aufgrund eines Eigentümerwechsels tritt der Verein seit der Saison 2017 als North Carolina Courage und konnte auch 2018 sowie 2019 Meister werden. Seit der Spielzeit 2023 ist sie für den Ligakonkurrenten Racing Louisville FC aktiv.
Mit Abschluss der Saison 2024 wurde sie Free agent. Seit Februar 2025 spielt sie für Deportivo Toluca.

### Nationalmannschaft
Am 14. November 2006 bestritt sie eine Woche vor ihrem 17. Geburtstag gegen China ihr erstes Länderspiel. Seitdem fehlte sie nur in drei Länderspielen und hat seit dem 14. Juli 2012 kein Spiel verpasst. Seit dem 13. Juni 2013 war sie Kapitänin der Neuseeländerinnen.
Sie nahm mit der Nationalmannschaft ihres Heimatlandes an den Olympischen Sommerspielen 2008 teil und kam dort zu drei Einsätzen im Rahmen des olympischen Frauenfußballturniers. Auch gehörte sie dem WM-Aufgebot Neuseelands bei der Fußball-Weltmeisterschaft der Frauen 2011 an.
2012 war sie mit der neuseeländischen Nationalmannschaft ebenfalls Teilnehmerin bei den Olympischen Sommerspielen in London.
Im September 2013 nahm Erceg als Mannschaftskapitänin am renommierten internationalen Frauenfußballturnier Valais Cup im Schweizerischen Châtel-Saint-Denis teil, welches sie mit der Mannschaft gewinnen konnte.
Am 13. Februar 2014 machte sie beim Vier-Nationen-Turnier 2014 gegen Nordkorea ihr 91. Länderspiel und wurde damit Nachfolgerin von Hayley Bowden als Rekordnationalspielerin Neuseelands.
Am 25. Oktober 2014 machte sie bei der Fußball-Ozeanienmeisterschaft der Frauen 2014 gegen Tonga als erste Neuseeländerin ihr 100. Länderspiel.
Sie gehörte auch zum neuseeländischen Kader für die WM 2015, schied aber mit ihrer Mannschaft wieder in der Vorrunde aus. Zusammen mit Ria Percival und Ali Riley hat sie insgesamt die meisten WM-Spiele (9) für Neuseeland bestritten. Auch für die Olympischen Spiele 2016 wurde sie nominiert. Sie kam in den ersten beiden Gruppenspielen zum Einsatz, erhielt aber gegen Kolumbien in der 88. Spielminute die Rote Karte, womit sie für das letzte Gruppenspiel gegen Frankreich gesperrt gewesen wäre und damit erstmals seit dem 27. Juni 2012 wieder ein Länderspiel verpassen hätte. Nach einem erfolgreichen Einspruch vor dem FIFA-Disziplinarkomitee wurde die Sperre jedoch aufgehoben. Durch eine 0:3-Niederlage gegen Frankreich schieden die Neuseeländerinnen aber als schlechteste Gruppendritte nach der Gruppenphase aus.
Nach dem Zypern-Cup 2017, bei dem sie sich im ersten Gruppenspiel verletzte, so dass sie in den nächsten drei Spielen nicht mitwirken konnte, beendete sie nach 131 Länderspielen für die Ferns ihre Nationalmannschaftskarriere. Im Februar 2018 wurde sie dann aber wieder für zwei Spiele gegen Schottland im März nominiert. Sie kam dann auch am 6. März bei der 0:2-Niederlage zum Einsatz. Im Mai 2018 gab sie erneut ihren Rücktritt bekannt.
Am 25. November 2018 wurde sie dann von Ria Percival als Rekordnationalspielerin abgelöst.
Nach Gesprächen mit Nationaltrainer Tom Sermanni gab sie im Januar 2019 ihren Rücktritt vom Rücktritt bekannt. Sie wurde dann auch für den Cup of Nations nominiert. Im ersten Gruppenspiel gegen Australien wurde sie dann wieder eingesetzt. Gegen Argentinien wurde sie zur zweiten Halbzeit ausgewechselt und im letzten Gruppenspiel gegen Südkorea nicht eingesetzt. Im April kam sie dann bei einem inoffiziellen sowie offiziellen Spiel gegen Norwegen zum Einsatz und wurde am 29. April für die WM in Frankreich nominiert. Sie nahm damit zum vierten Mal an einer WM teil, schied aber nach den drei Gruppenspielen, in denen sie auch eingesetzt wurde, mit ihrer Mannschaft aus.
Auch bei den wegen der COVID-19-Pandemie um ein Jahr verschobenen Olympischen Sommerspielen 2020 war ihr und ihrer Mannschaft kein Erfolgserlebnis vergönnt. Nach drei Niederlagen schieden sie wieder nach der Gruppenphase aus.
Im Januar 2023 erklärte sie erneut ihren Rückstritt vom internationalen Fußball um sich ausschließlich ihrer Vereinstätigkeit zu widmen. Ihr letztes von 146 Länderspielen hatte sie am 23. Februar 2022 beim SheBelieves Cup 2022 gegen Tschechien bestritten.

## Erfolge
- Ozeanienmeister 2007, 2010 und 2014
- 2016, 2018 und 2019: Gewinn der NWSL-Meisterschaft (Western New York Flash/ab 2017 North Carolina Courage)
- 2018: Sieg beim International Champions Cup
- 2022: NWSL Challenge Cup